# Orjachovo
Orjachovo (Bulgaars: Оряхово) is een stad en een gemeente in het noordwesten van Bulgarije in de oblast Vratsa. De plaats ligt aan de Donau. Er wordt een veerdienst onderhouden op het Roemeense Bechet op de linkeroever.

## Geografie
De gemeente Orjachovo is gelegen in het noordoostelijke deel van de oblast Vratsa. Met een oppervlakte van 326,549 vierkante kilometer is het de vierde van de 10 gemeenten van de oblast en beslaat 9,02% van het grondgebied. De grenzen zijn als volgt:
- in het noorden - Roemenië;
- in het zuidoosten - gemeente Dolna Mitropolija van oblast Pleven en gemeente Bjala Slatina;
- in het zuiden - Iskar en Knezja van oblast Pleven;
- in het westen - de gemeente Mizija.

## Bevolking
Op 31 december 2020 telde de stad Orjachovo 4.118 inwoners, terwijl de gemeente Orjachovo, inclusief de nabijgelegen zes dorpen, 9.138 inwoners had.
|          | 1934   | 1946   | 1956   | 1965   | 1975   | 1985   | 1992   | 2001   | 2011   | 2020  |
| -------- | ------ | ------ | ------ | ------ | ------ | ------ | ------ | ------ | ------ | ----- |
| Stad     | 6.542  | 6.985  | 8.179  | 7.503  | 14.009 | 7.326  | 6.767  | 6.107  | 5.031  | 4.118 |
| Gemeente | 22.594 | 24.508 | 24.757 | 23.670 | 21.607 | 19.530 | 17.340 | 15.042 | 11.522 | 9.138 |

### Religie
De laatste volkstelling werd uitgevoerd in februari 2011 en was optioneel. Van de 11.522 inwoners reageerden er slechts 6.318 op de volkstelling. Van deze 6.318 respondenten waren er 5.169 lid van de Bulgaars-Orthodoxe Kerk, oftewel 82% van de ondervraagden. De rest van de bevolking had een andere geloofsovertuiging of was niet religieus. 
| Religieuze samenstelling in februari 2011 | Religieuze samenstelling in februari 2011 | Religieuze samenstelling in februari 2011 | Religieuze samenstelling in februari 2011 | Religieuze samenstelling in februari 2011 |
| ----------------------------------------- | ----------------------------------------- | ----------------------------------------- | ----------------------------------------- | ----------------------------------------- |
|                                           |                                           |                                           |                                           |                                           |
| Bulgaars-Orthodoxe Kerk                   | Bulgaars-Orthodoxe Kerk                   |                                           | 81,81%                                    | 81,81%                                    |
| Katholieke Kerk                           | Katholieke Kerk                           |                                           | 0,46%                                     | 0,46%                                     |
| Protestantisme                            | Protestantisme                            |                                           | 0,00%                                     | 0,00%                                     |
| Islam                                     | Islam                                     |                                           | 0,70%                                     | 0,70%                                     |
| Geen                                      | Geen                                      |                                           | 8,44%                                     | 8,44%                                     |
| Anders/ Onbekend                          | Anders/ Onbekend                          |                                           | 8,59%                                     | 8,59%                                     |

## Kernen
De gemeente Orjachovo bestaat uit de onderstaande 7 kernen:
- Dolni Vadin (bulg.: Долни Вадин);
- Galovo (bulg.: Галово);
- Gorni Vadin (bulg.: Горни Вадин);
- Leskovets (bulg.: Лесковец);
- Orjachovo (bulg.: Оряхово) – hoofdplaats;
- Ostrov (bulg.: Остров); en
- Selanovtsi (bulg.: Селановци).

## Afbeeldingen

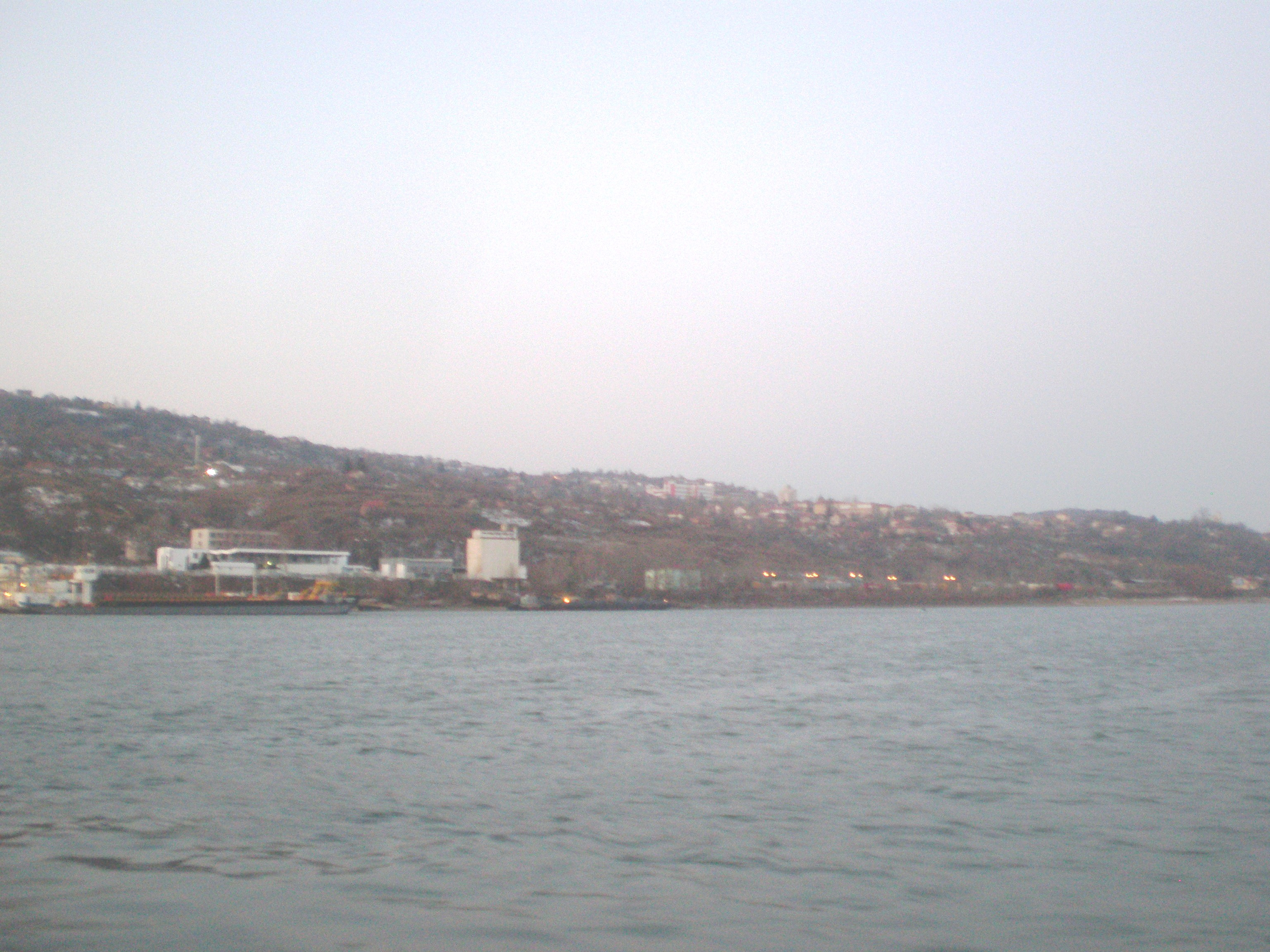
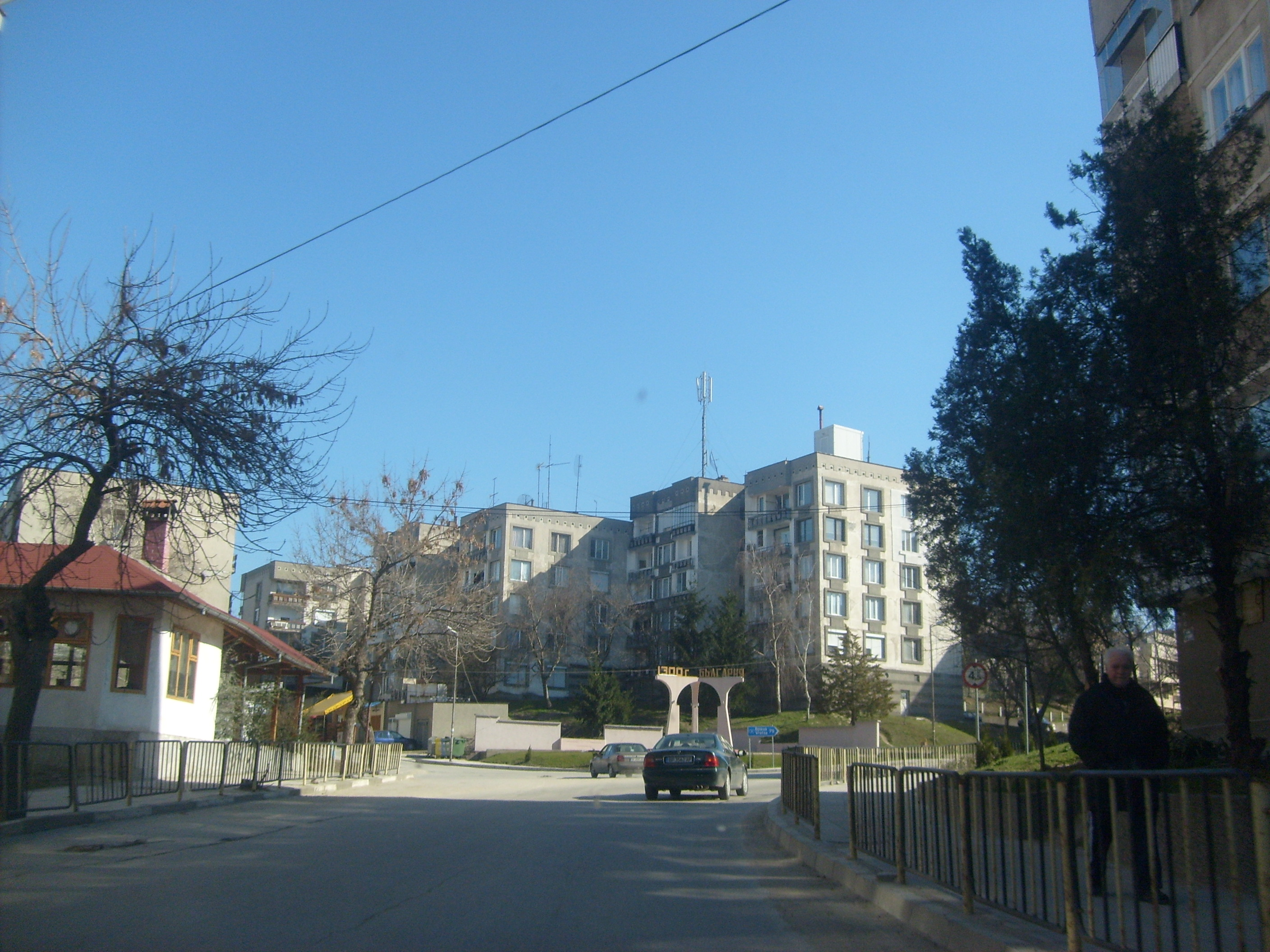
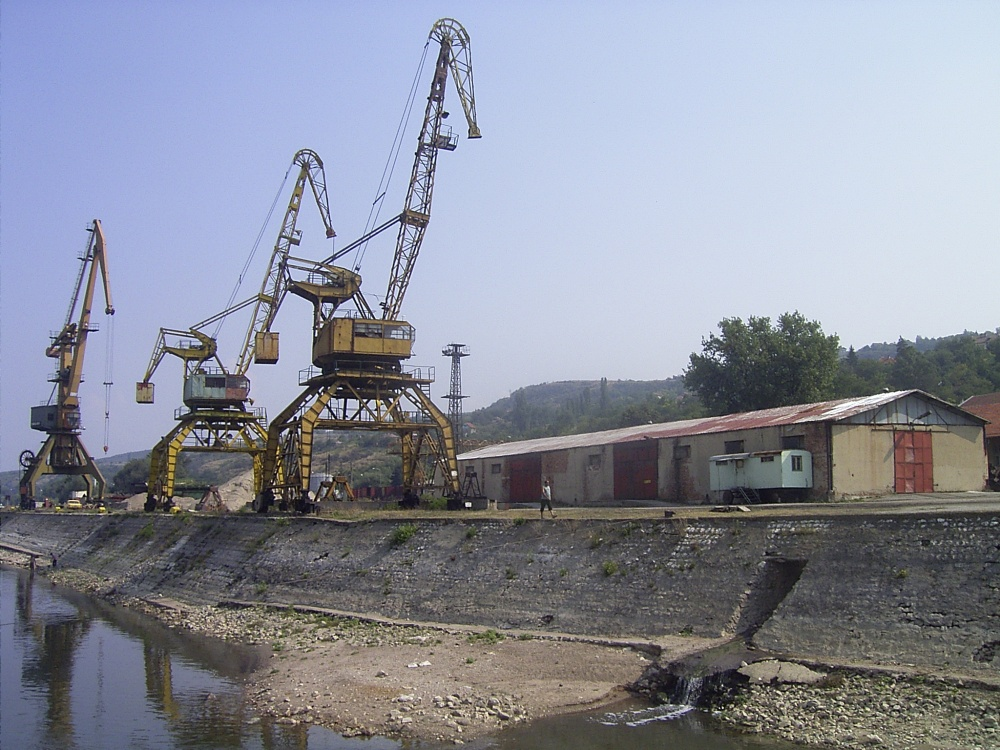

Bestuurlijk centrum: Vratsa
 Borovan · Bjala Slatina  · Chaïredin  ·  Kozlodoeï · Krivodol · Mezdra  · Mizija  ·  Orjachovo · Roman · Vratsa